# Vicent Marco Miranda
Vicent Marco i Miranda (Castelló de la Plana, 20 de març 1880 - València, 23 de desembre de 1946) fou un polític valencià, alcalde de València i diputat a les Corts Espanyoles durant la Segona República.
Fou un destacat militant blasquista; des del 1905 formà part de la redacció d'El Pueblo, del qual Fèlix Azzati i Descalci el nomenà redactor en cap. Fou regidor i cap de la minoria republicana a l'Ajuntament de València fins a l'arribada de la dictadura de Primo de Rivera.
En proclamar-se la República el 1931 fou escollit alcalde de València, però al cap de poc fou nomenat governador civil de Còrdova. En les eleccions de 1933, fou elegit diputat pel Partit d'Unió Republicana Autonomista, integrat en el Partit Republicà Radical d'Alejandro Lerroux, que formà govern amb la CEDA. Tanmateix, disconforme amb el gir dretà del seu partit i impressionat per la repressió de la Revolta d'Astúries, el 1934 se'n va escindir i fundà Esquerra Valenciana amb Juli Just i Gimeno, Faustí Valentín i Torrejón i Vicent Alfaro i Moreno. Amb aquest partit republicà i valencianista, es presentà dins la candidatura del Front Popular a les eleccions de 1936 i tornà a ser diputat. Formà part de la minoria parlamentària d'Esquerra Catalana, a causa de les seves bones relacions amb Esquerra Republicana de Catalunya.
Durant la Guerra Civil Espanyola es va mantenir fidel a la Segona República Espanyola, i en acabar s'hagué d'amagar a Borriana, malalt, d'on marxà per a establir-se al barri de la Malva-rosa, València.
El seu fill, Vicente Marco Orts (València, 5 de març del 1916 - Madrid, 30 d'agost del 2008), va ser periodista radiofònic, i del 1954 al 1982 fou conductor del programa Carrusel Deportivo de la Cadena SER.

## Obres
- Las conspiraciones contra la Dictadura (Relato de un testigo). Madrid: Zeus, 1936.
- Las conspiraciones contra la Dictadura. (1923-1936). Relato de un testigo. Pròleg d'Alfons Cucó. Madrid: Tebas, 1975.
- Memorias de Vicente Marco Miranda. In illo tempore (1942). València: Consell Valencià de Cultura, 2005. Il·lustracions. Col. «Monografies».
- Cuatro gatos (Memorias 1939-1942). «Nota previa sobre mi padre, Vicente Marco Miranda», per Félix Marco Orts; «Prólogo» per Vicent Franch Ferrer. València: Institució Alfons el Magnànim, 2008. Col. «Biblioteca d'Autors Valencians» 53.